# Cuius regio, eius religio
Cuius regio, eius religio es una frase latina que significa que la confesión religiosa del príncipe se aplica a todos los ciudadanos del territorio. Una traducción posible en castellano sería: «según sea la del rey, así será la religión [del reino]»; o más literalmente: «de quien rija, la religión» o «a tal rey, tal religión» o «de quien [es] la región, de él [es] la religión». 

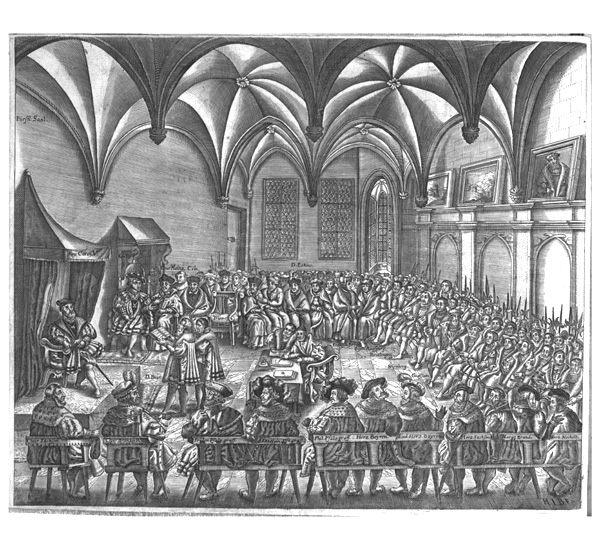
Representantes de los estados alemanes en la conferencia de Augsburgo, discutiendo las posibilidades de paz religiosa.

Es, pues, una declaración de lo que se podría denominar «religión de Estado». Según parece, el término fue acuñado en 1582 por el jurista Joachim Stephani (1544-1623) de la Universidad de Greifswald.
Su mayor importancia histórica está relacionada con la Reforma Protestante. La Paz de Augsburgo, firmada en 1555 entre el emperador Carlos V y la Liga de Esmalcalda, impone esta solución para los territorios alemanes, como compromiso entre católicos y protestantes. Con ello se concede confirmación imperial al principio promulgado en las Confesiones de Augsburgo de 1530. El principio de "cuius regio" daba legitimación solo a dos religiones en el Sacro Imperio Romano Germánico, el catolicismo y el luteranismo, dejando atrás otras formas de cristianismo como el calvinismo, y las formas más radicales de anabaptismo. Otra práctica que se aleje de las dos anteriormente mencionadas, que eran las más comunes en el imperio, eran prohibidas y consideradas por la ley como heréticas y castigadas con la muerte.